# Sonthi Boonyaratglin
Sonthi Boonyaratglin (tiếng Thái: สนธิ บุญยรัตกลิน, phiên âm: Xon-thi Bun-da-lát-ca-lin, sinh ngày 2 tháng 10 năm 1946) là một tướng lĩnh người Thái Lan. Ông từng là tổng tư lệnh của Quân đội Hoàng gia Thái Lan kiêm người đứng đầu của Hội đồng Anh ninh Quốc gia, hội đồng quân đội thống trị vương quốc. Ông là người Hồi giáo đầu tiên đứng đầu quân đội của một quốc gia phần lớn là tín đồ Phật giáo. Ngày 19 tháng 9 năm 2006, ông thực chất đã trở thành người đứng đầu chính phủ của Thái Lan dưới cái tên   Chủ tịch Hội đồng Cải cách Hành chính sau khi đã lật đổ chính phủ dân cử của thủ tướng Thaksin Shinawatra trong một cuộc đảo chính. Sau khi giải ngũ năm 2007, ông trở thành Phó Thủ tướng, phụ trách an ninh quốc gia dưới chính quyền của thủ tướng 
Surayud Chulanont.
Sonthi là một triệu phú Thái Lan, có hai vợ là Sukanya và Piyada, dù luật Thái Lan cấm đa thê.